# Вишгородський державний історико-культурний заповідник

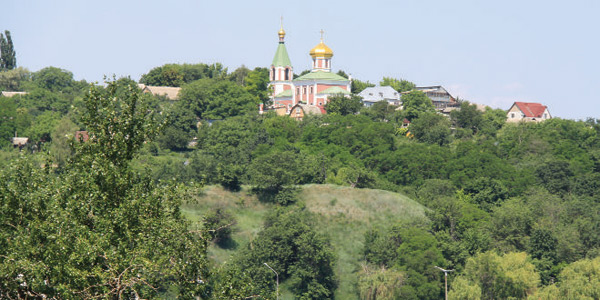
Ландшафт Вишгорода та церква святих Бориса і Гліба.

Вишгородський державний історико-культурний заповідник — історико-культурний заповідник національного значення в історичному місті Вишгороді (Київська область), що в IX—XII століттях був резиденцією і другою після Києва столицею правителів Русі-України. Вперше Вишгород згадується у літописі за 946 рік. Головна адміністративна будівля заповідника розташована у найстарішій кам'яній будівлі («Будинок Клюкви») міста за адресою: вул. Шкільна, 58, м. Вишгород (Київська область, Україна).

## Завдання заповідника
Основними завданнями заповідника є:
- Здійснення заходів з охорони та збереження об'єктів культурної спадщини, пов'язаних з ними територій та рухомих об'єктів, творів монументального,  образотворчого, декоративно-прикладного мистецтва;
- Проведення науково-дослідної, науково-методичної, інформаційної та культурно-освітньої роботи з метою популяризації культурної спадщини, духовного збагачення громадян.
- Розробка науково обґрунтованих пропозицій щодо режиму збереження і порядку використання об'єктів культурної спадщини, що перебувають на його балансі, забезпечення їх утримання, захисту, збереження та належного використання;
- Здійснення заходів щодо належного використання земель історико-культурного призначення (території пам'яток, охоронних зон, заповідників, музеїв, охоронюваних археологічних територій);
- Проведення роботи з  виявлення, вивчення, фіксації, складання облікової документації, класифікації закріплених за ним нерухомих об'єктів культурної спадщини, пов'язаних з ними територій та рухомих предметів, творів монументального, образотворчого, декоративно-прикладного мистецтва, підготовка документації для їх державної реєстрації;
- Забезпечення на території історичного ареалу м. Вишгорода належний захист та утримання пам'яток археології, які є державною власністю;
- Проведення експозиційної роботи;
- Проведення інформаційно-видавничої діяльності, популяризації заповідної справи, проблем охорони і належного утримання об'єктів культурної спадщини та визначення порядку реалізації виготовленої друкованої продукції;
- Організація та координація проведення наукових досліджень у заповіднику, залучення до цієї роботи працівників інших організацій;
- Здійснення міжнародного співробітництва, укладення угод з іноземними фізичними та юридичними особами згідно із законодавством;
- Вживання заходів для розвитку інфраструктури екскурсійного і рекреаційного обслуговування на території заповідника, надання відповідних платних послуг і встановлення цін на них, якщо інше не передбачено законодавством.

## Історія створення заповідника
Створення Історико-культурного заповідника пов'язане з роботою Вишгородської археологічної експедиції Інституту історії матеріальної культури (1934—1937 рр.) під головуванням Тадея Мовчанівського. На нараді в липні 1934 року було вирішено звертатися до державних органів охорони з проектом захисту всього комплексу споруд Межигір'я, окремі ділянки зробити заповідними. Зважали і на кон'юнктуру: вважалося що Вишгород привертатиме «велику увагу істориків і письменників у зв'язку з проблемами історії м. Києва». Вважалося також, що для виконання завдань експедиції потрібна «підготовка і концентрація найкращих наукових сил з усієї України».

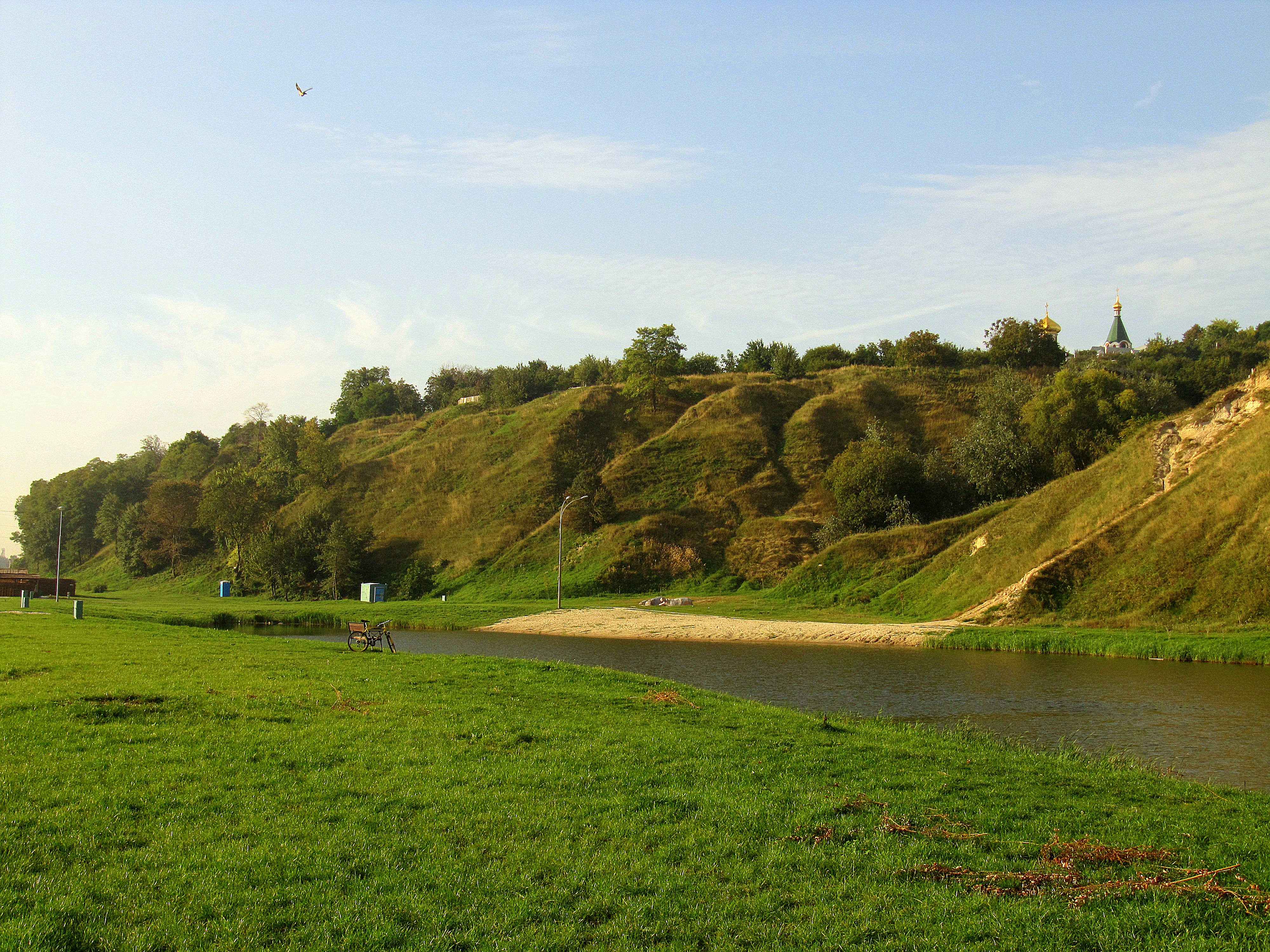
Історичний ландшафт Вишгорода

Виробнича нарада з питань оголошення території городища заповідником відбулася 16 липня 1935 року. Зусилля науковців і краєзнавців не виявилися марними — 9 вересня 1935 року територія давнього Вишгорода офіційною постановою була оголошена заповідною. Але після Другої Світової війни про заповідник вже ніхто не згадував.
Сучасний Вишгородський історико-культурний заповідник був заснований у 1994 році, згідно з Указом Президента України та Постановою Кабміну України. Першим директором був Кушнірук Віталій Миколайович. З осені 2016 заповідником керує кандидат історичних наук Влада Литовченко.
У 2006 році відкрився один із провідних підрозділів заповідника — Музей гончарства Русі-України.
Створений у 1982 році, Вишгородський історичний музей є найстаршим структурним підрозділом державного історико-культурного заповідника. У 2008 році він був реконструйований. У 2010 році до Державного реєстру нерухомих пам'яток України внесено територію Історичного ландшафту давньоруського м. Вишгорода (охор.№ 5899-Кв, Наказ Міністерства культури України від 21.12.2010 за № 1266/0/16-10). Досить різноманітне і добре збережене історичне середовище займає міську гору. Крім дитинця Вишгородського городища воно включає забудову дуже давніх і тісно пов'язаних з ним вулиць Калнишевського і Межигірського Спаса, берегові схили з пасмом зелених територій. Історичний ареал Вишгорода сприймається як цілісне містобудівне ландшафтне утворення. Цей краєвид знаної історичної і художньої цінності потребує дбайливого збереження, оскільки може бути порушений навіть незначним втручанням.

## Структура, експозиції

Пам'ятник Святим Борису і Глібу

Зараз у складі Вишгородського державного історико-культурного заповідника діють такі структурні підрозділи: Відділ охорони пам'яток історії і культури, Відділ археології, Відділ фондів, Відділ тематичних експозицій, Науково-методична рада, а також: 

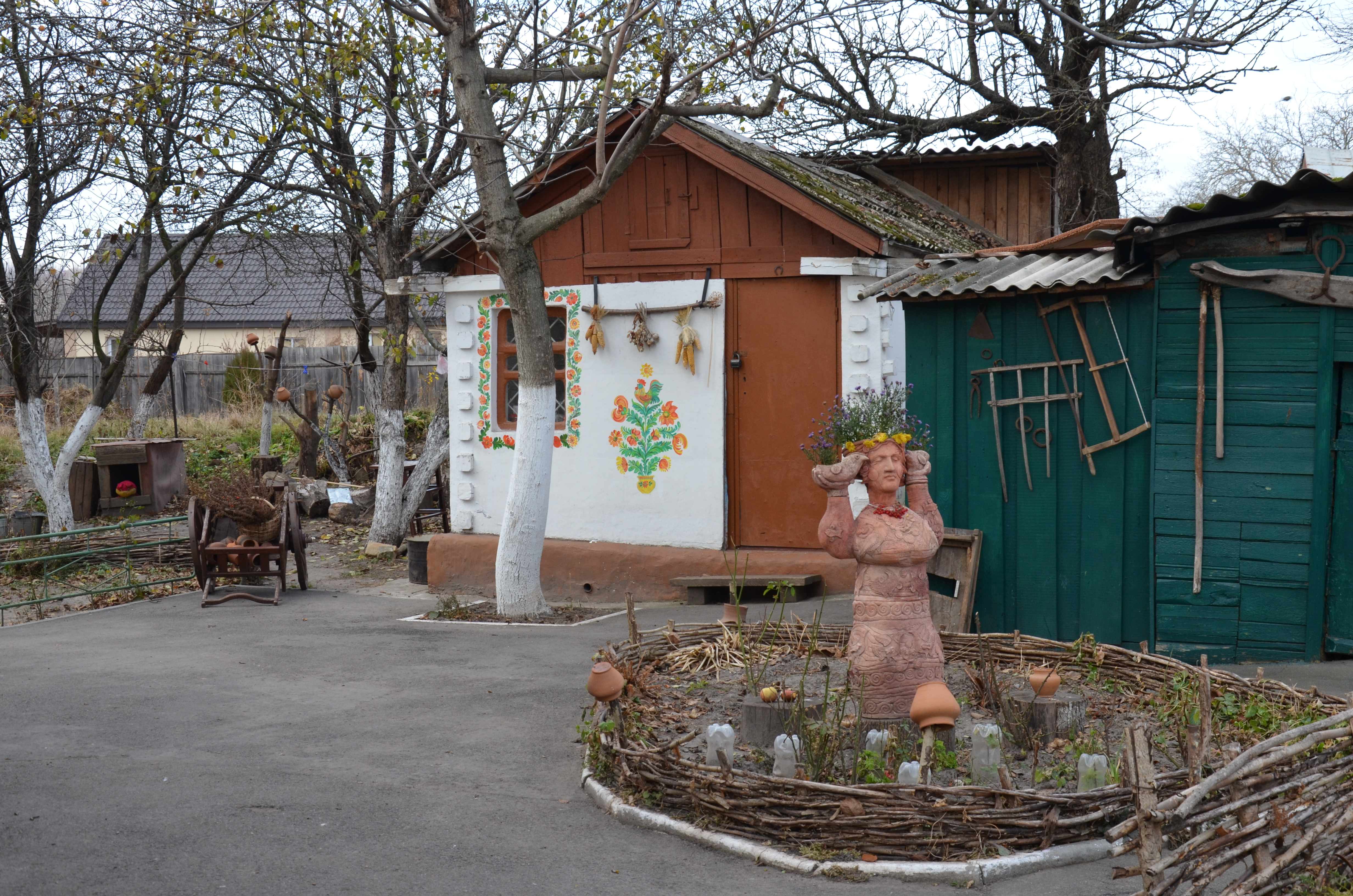
Музей гончарства, Вишгород

Музей гончарства (у приміщенні по вулиці Межигірського Спаса, 11) — знайомить із Вишгородом як значним історичним осередком гончарських традицій — від доби Київської Русі і до сьогодення. Зараз у музеї працює справжній гончарний круг, а щочетверга відвідувачі можуть пройти майстер-клас разом із досвідченими гончарями і зробити собі глечика, тарілку, іграшку абощо — на приємну згадку про відвідання Вишгородського Музею гончарства;
Вишгородський історичний музей (на першому поверсі сучасної будівлі за адресою: вул. Грушевського, 1) — музейна експозиція присвячена археологічній спадщині Вишгородського району, починаючи від часів палеоліту. Відвідувачі можуть побачити унікальний макет «Ольжиного граду», почути історію славнозвісного козацького Межигірського монастиря та помилуватися копією ікони Вишгородської Божої Матері.
Археологічна експедиція. На базі заповідника діє постійна археологічна експедиція і тривають рятувальні археологічні дослідження. В 2013—2014 роках були проведені розкопки на вулицях Межигірського Спаса та Старосільській. Виявлено гончарні печі, господарські та житлові споруди гончарів Київської Русі, інші матеріали. Розкопки вів завідувач відділу археології Вишгородського заповідника Всеволод Івакін разом із науковцями заповідника Андрієм Оленичем та Дмитром Бібіковим. Результати археологічних досліджень — у матеріалах міжнародних і всеукраїнських наукових конференцій, місцевій пресі.

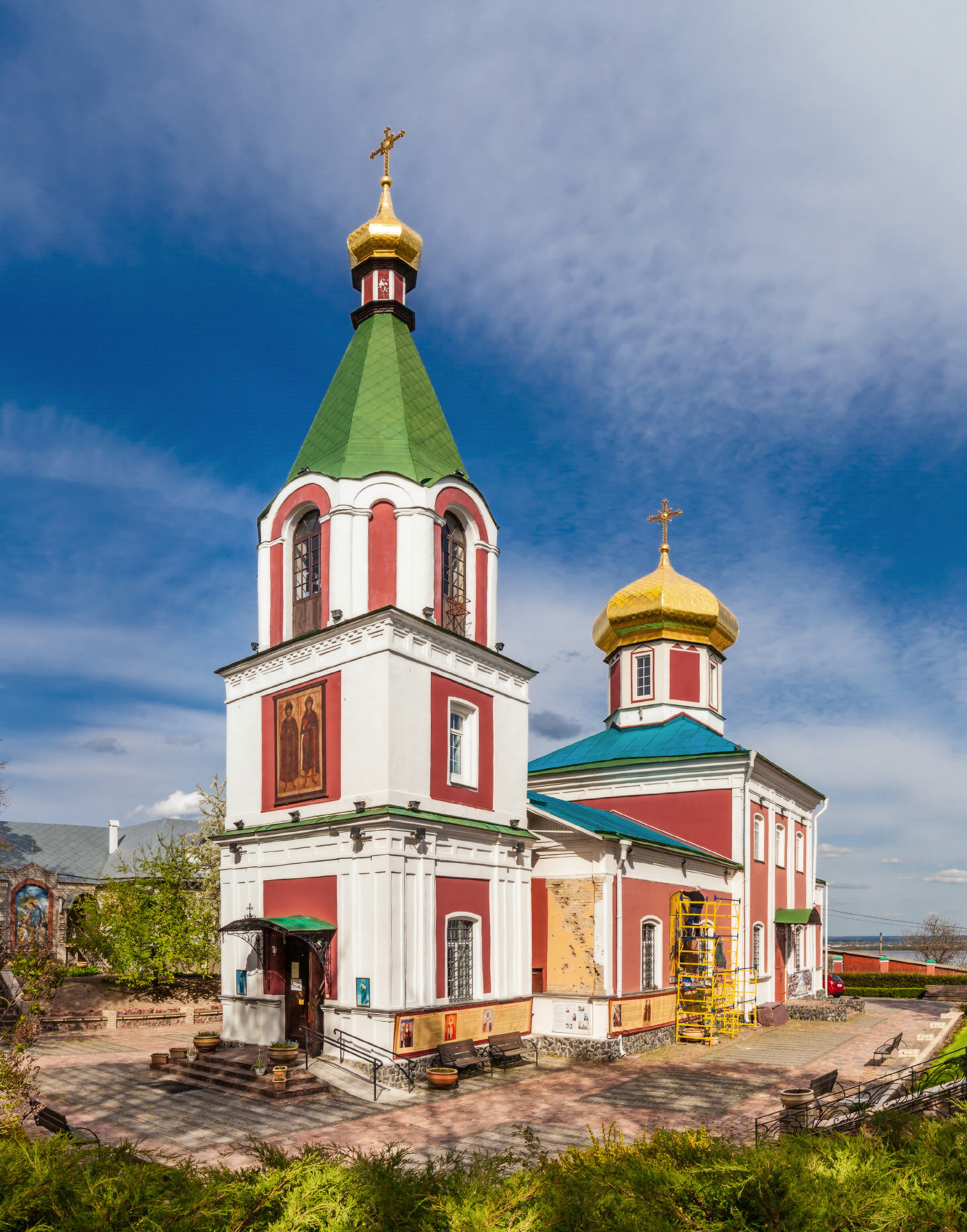
Храм святих Бориса і Гліба у Вишгороді.

Заповідник має своє періодичне наукове видання «Старожитності Вишгородщини».

## Конференції та виставкові проекти
Наукові конференції проведені Вишгородським заповідником з 2016 року:
- Міжнародна конференція «Експериментальне моделювання давньоруських засобів водного транспорту», яке проходить під егідою міжнародного проекту «Балтія — Причорномор'я: реконструкція торговельних зв'язків». Організатори: Міжнародна Академія наук (м. Брюссель), Вишгородська районна державна адміністрація, Вишгородський історико-культурний заповідник. 28 жовтня 2016 р., м. Вишгород, Київська обл.
- Науково-практична конференція «Історія  та перспективи  розвитку  Вишгородського історико-культурного  заповідника (до 80 — річчя  утворення заповідної  території Вишгорода)» 3 листопада 2016 р., м. Вишгород.
- Науково-практична конференція: «Межигірська старовина: популяризація та збереження культурної спадщини Вишгородщини». Організатори: Управління культури, національностей та релігій Київської обласної державної адміністрації, Вишгородський історико-культурний заповідник, Видавництво Олега Філюка. 23 листопада 2016 р., м. Вишгород, Київської обл.
- 18 квітня 2018 року — Круглий стіл «Проблеми збереження та охорони пам'яток Давньоруської доби в Україні», присвячений міжнародному дню пам'яток і визначних місць. Організатори: Вишгородський історико-культурний заповідник і КНУ імені Тараса Шевченка. Серед гостей: доктор історичних наук Марина Палієнко, студенти КНУ, представники Київського обласного археологічного музею, Яготинського історичного музею, заступник Вишгородського міського голови Ігор Свистун[3]. В рамках заходу проведено виставку унікальних мап «Оригінальні карти ІХ-ХІХ ст. Як джерело культурної спадщини Київської землі».
- 2018 рік — XXIV науково-практична конференція «Старожитності Вишгородщини»[4], в рамках якої проведено три виставки: географічних карт «Вишгород на оригінальних картах XVI—XIX століть як джерело вивчення історії Київської землі» (з колекції мецената, колекціонера і медальєра Дмитра Піркла), авторської кераміки гончара Володимира Довгана, презентація видань видавництва «Мистецтво» до 85-річчя з початку його діяльності[5]
- 5 липня 2018 року — відкрився архівно-музейний проект «Київські мотиви. Адреси і адресати»[6]. У проекті представлені рідкісні листівки та музейні предмети з фондів найбільшого в Європі архіву документів особового походження Центрального державного архіву-музею літератури і мистецтва України, Вишгородського історико-культурного заповідника, приватних зібрань колекціонера, медальєра, мецената Дмитра Піркла та наукового співробітника Вишгородського історико-культурного заповідника Василя Михальчука. Також на виставці були представлені поштові картки та цикл гравюр українського графіка, народного художника України, члена Спілки художників України Миколи Стратілата. Окремо була представлена експозиція старовинних самоварів та одягу кінця ХІХ — початку ХХ ст., унікальні експонати Музею історії моди Марини Іванової та оригінали унікальних старовинних географічних карт[7]. В рамках виставки пройшла презентація книги «Київ столітньої давнини» Дмитра Малакова та Андрія Прибєги[7].
- 2019 рік. «Історико-культурна спадщина Вишгородщини: QR-кодування, моніторинг, апробація та популяризація» на суму 632521 грн. Вперше на території Київської області на пам’ятках історії та археології було встановлено 22 інформаційних двомовних таблички з QR-кодами.
- 2020 рік. «Бортництво Полісся: архаїчна традиція у сучасному вимірі» на суму 1050589 грн. за підтримки Українського культурного фонду та за участі Київської, Житомирської та Рівненської облдержадміністрацій.
- 2020-2021 р.р. «Культура в часи кризи: інституційна підтримка». Створені в рамках проєкту відеоматеріали використані при розробці віртуального туру Історичним музеєм та розміщенням його на офіційному web-cайті ВІКЗ.
- 24 вересня 2023 року —  в Музеї давньоруського гончарства КЗ КОР «Вишгородський історико-культурний заповідник» разом з Туристичним кластером Вишгородщини презентував культурологічний проєкт «Свято українського борщу: незламність смаку».
- 13 жовтня 2023 року — в Музеї давньоруського гончарства КЗ КОР «Вишгородський історико-культурний заповідник» відбувся Музично-етнографічний проєкт «Скарби скрині Київського Полісся»
- 22 грудня 2023 року — Відбулась ІІ Всеукраїнська науково-практична конференція «Новітні археологічні та пам’яткоохоронні дослідження в Україні: виклики воєнного часу» яка зібрала провідних археологів, фахівців з пам’яткоохоронної діяльності, істориків, краєзнавців та представників туристичної галузі. Організатором конференції виступив КЗ КОР «Вишгородський історико-культурний заповідник» у співпраці з Інститутом археології НАН України за підтримки Київської обласної ради, Департаменту культури та туризму Київської обласної державної адміністрації, у партнерстві з  ГО «Туристичний кластер Вишгородщини» та мережі готелів "Вишеград"
- Наприкінці 2023 року — Тур Вишгородським історико-культурним заповідником з'явився у туристичному стартапі Flat Planet
- 16 травня 2023 року, у День вишиванки, КЗ КОР «Вишгородський історико-культурний заповідник» взяв участь у  культурно-мистецький проєкт «Вишиванка — Код Нації»
- 11 червня 2024 року в Історичному музеї КЗ КОР «Вишгородський історико-культурний заповідник» відбулось відкриття персональної виставки Лесі Майданець «Слов’янська легенда».
- 27 вересня 2024 року, у приміщенні Історичного музею КЗ КОР “Вишгородський історико-культурний заповідник” відкрилася виставка Обухівських “шитих” рушників у партнерстві з ГО “Об'єднання майстрів “Творча спадщина”
- 14 жовтня 2024 року — На території храму святих страстотерпців  Бориса і Гліба у Вишгороді відбулися роботи  з демонтажу старовинного пірофілітового саркофага ХІІ-ХІІІ ст. зі старого дерев'яного каркаса і монтажу на новий металевий каркас з метою збереження цього історичного артефакту для майбутніх поколінь.
- 7 листопада 2024 року у Національному заповіднику «Софія Київська» в Будинку митрополита відбулась XIV Міжнародна наукова конференція «Православʼя в Україні : до 970-річчя з дня упокоєння благовірного князя Ярослава Мудрого». У цьому році в програму наукового заходу ввійшло близько 80 учасників, які запропонували обговорити велику кількість актуальних питань нашого сьогодення. Співорганізаторами конференції стали:
- Православна Церква України, репрезентована Київською православною богословською академією,
- Інститут української археографії та джерелознавства ім. М. С. Грушевського Національної академії наук України,
- Національний заповідник «Софія Київська»,
- КЗ КОР Вишгородський історико-культурний заповідник,
- Міжнародний інститут афонської спадщини.
- В рамках проведення заходу відбулась посмертна виставка робіт заслуженого художника України, видатного митця і людини Генрі Ягодкіна.Його художні роботи у  тематиках ,,Вишгород:звʼязок часів» та ,,Сковородіана» були презентовані у Національному заповіднику "Софія Київська" та Київській православній богословській академії.

## Галерея

Будинок "Клюкви" - найстаріший кам'яний будинок у Вишгороді
Експозиція Музею гончарства.
Вишгородський музей гончарства.
Вишгородський історичний музей.
Експозиція Вишгородського історичного музею.
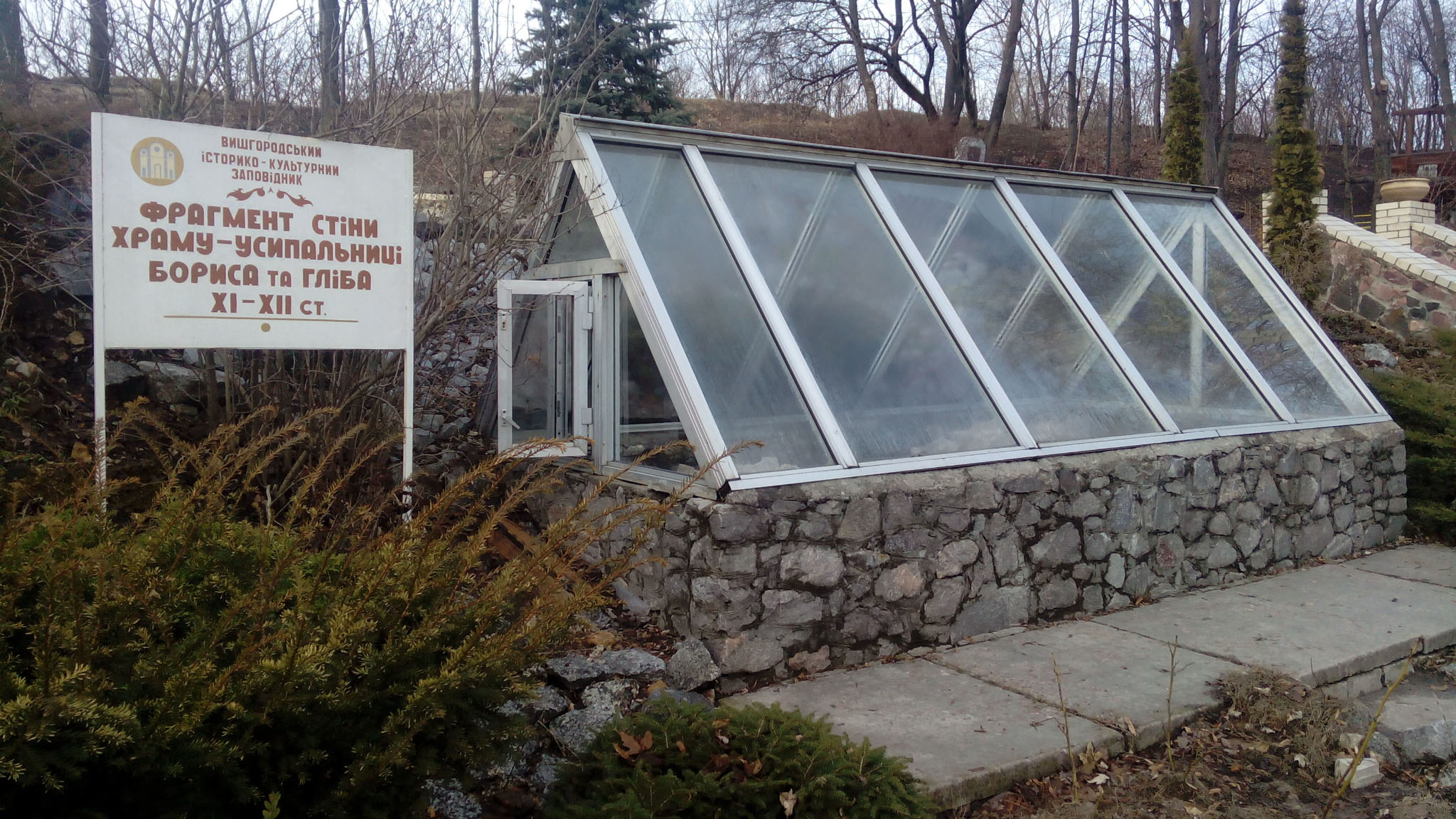
Залишки храму ХІ століття
Вишгородський історико-культурний заповідник
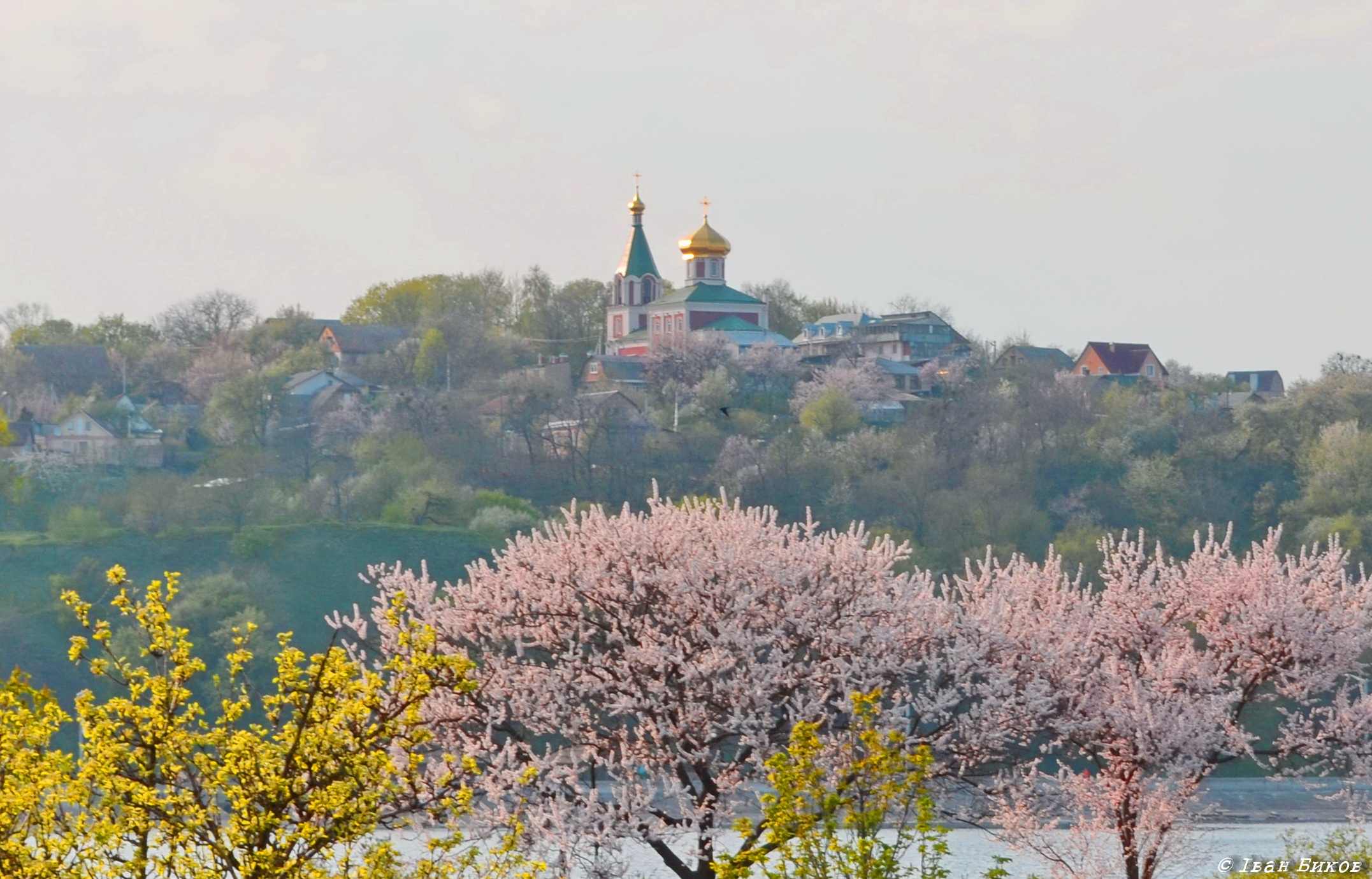
Древній і сучасний Вишгород

## Джерело-посилання
- https://www.facebook.com/VyshgorodZapovidnyk/ [Архівовано 15 травня 2022 у Wayback Machine.]
- https://day.kyiv.ua/uk/news/281116-u-vyshgorodi-iniciyovano-koordynaciynu-radu-z-pytan-vidrodzhennya-zberezhennya-ta [Архівовано 3 грудня 2016 у Wayback Machine.]
- Державний історико-культурний заповідник у м. Вишгороді (офіційний сайт)
- https://day.kyiv.ua/uk/article/kultura/olzhyn-grad-vidrodzhennya [Архівовано 3 грудня 2016 у Wayback Machine.]